# غودمورد (كوهمرة خامي)
غودمورد (بالفارسية: گودمورد) هي قرية تقع في إيران في قسم كوهمرة خامي الريفي. يقدر عدد سكانها بـ 24 نسمة .